# Sheer Heart Attack
Sheer Heart Attack je v pořadí 3. studiové album britské rockové skupiny Queen, které bylo vydané v roce 1974.

## Seznam skladeb

### První strana
1. „Brighton Rock“ (Brian May) – 5:08
2. „Killer Queen“ (Freddie Mercury) – 2:57
3. „Tenement Funster“ (Roger Taylor) – 2:48
4. „Flick of the Wrist“ (Mercury) – 3:46
5. „Lily of the Valley“ (Mercury) – 1:43
6. „Now I'm Here“ (May) – 4:10

### Druhá strana
1. „In the Lap of the Gods“ (Mercury) – 3:20
2. „Stone Cold Crazy“ (John Deacon/May/Mercury/Taylor) – 2:12
3. „Dear Friends“ (May) – 1:07
4. „Misfire“ (Deacon) – 1:50
5. „Bring Back That Leroy Brown“ (Mercury) – 2:13
6. „She Makes Me (Stormtrooper in Stilettos)“ (May) – 4:08
7. „In the Lap of the Gods… Revisited“ (Mercury) – 3:42

Bonusové písně přidáné při vydání firmou Hollywood Records v roce 1991
1. Stone Cold Crazy (1991 Bonus Remix by Michael Wagener) (Deacon/May/Mercury/Taylor)

### Singly
Singly z alba Sheer Heart Attack

1. „Killer Queen / Flick od the Wirst“
Vydáno: 21. října 1974
2. „Now I'm Here / Lily of the Valley“
Vydáno: 17. ledna 1975